# Aleksandra Taistra
Aleksandra Taistra, née en 1982, est une grimpeuse polonaise. Elle a été la quatrième femme à atteindre le niveau 8c, en enchaînant Power Play à Pochylec, dans le vallée du Prądnik en 2004. En 2012, elle a fait Cosi fan tutte 8c+ à Rodellar, en Espagne.

## Palmarès
| Place | Championnat                                             | Date       | Site     | Pays     |
| ----- | ------------------------------------------------------- | ---------- | -------- | -------- |
| 33    | UIAA Championnat d' Union européenne                    | 11/07/2002 | Chamonix | France   |
| 8     | Juniors féminins : Coupe d' Union européenne – Jeunesse | 30/06/2001 | Arco     | Italie   |
| 20    | Juniors féminins : UIAA Championnat du monde – Jeunesse | 21/06/2001 | Imst     | Autriche |
| 12    | Juniors féminins : Coupe d' Union européenne – Jeunesse | 16/06/2001 | Imst     | Autriche |

## Performances notables
- Cosi fan tutte (Rodellar, ) 8c+ RP
- Kalliste (Archidona, ) 8c RP
- Power Play (Pochylec, ) VI.7 (8c) RP
- Nie dla psa kiełbasa (Pochylec, ) VI.7 (8c) RP
- Nieznośna lekkość bytu (Mamutowa, ) VI.7 (8c) RP
- Die Hard (Ferentillo, ) 8c RP
- Geminis (Rodellar, ) 8b+ RP
- Brujería (La Muela, ) 8b+ RP
- Mar de Dudas (La Muela, ) 8a+ OS
- Les aîles du désir (Gorges du Tarn, ) 8a OS
- Talibania (El Chorro, ) 8a OS
- Kalo Uomo (Ceselli, ) 8a Flash
- Les Colonnetes (Ceuse, ) 7c+ OS
- Salsicia Power (Sperlonga, ) 7c+ OS
- Linea Antieta (Caso, ) 7c+ OS
- Carcassone (Frankenjura, ) UIAA IX OS